# Kullavere (rivière)
La rivière Kullavere (en estonien : Kullavere jõgi) est une rivière qui s'écoule dans le comté de Jõgeva et le comté de Tartu en Estonie.

## Présentation
La rivière Kullavere prend sa source près du bourg de Sadala dans la commune de Torma et qui se jette dans la rive ouest de la partie nord du lac Peipous. 
Une rivière, appelée Omedu jõgi, se forme lorsque les branches de la rivière Kullavere jõgi et Kääpa jõgi  confluent six kilomètres avant l'embouchure de la rivière dans le village de Murru. Bien que le bassin versant de la rivière Kääpa soit plus large, le bras Kullavere jõgi est considéré comme le lit principal du bassin versant,,.
La superficie du bassin versant de la rivière Kullavere est de 629 km2. Étant donné que le réseau fluvial comporte deux branches principales qui se rejoignent six kilomètres avant l’embouchure de la rivière, les superficies de leurs bassins versants peuvent être evaluées séparément. La superficie du bassin versant de la rivière Kääpa est de 373 km², et si la rivière Kullavere reçoit le reste, sa superficie sera de 256 km².

## Galerie

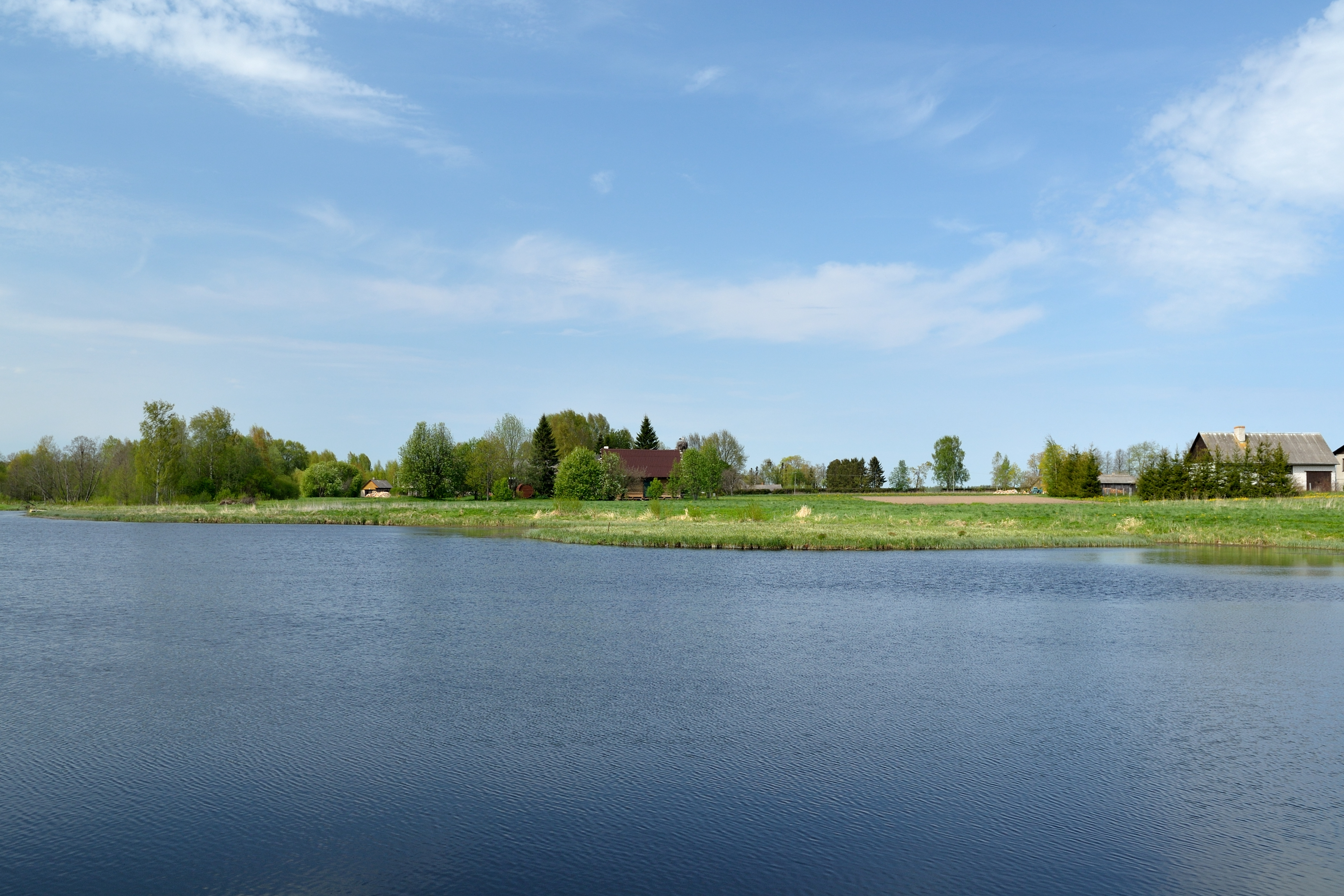

### Articles  connexes
- Liste des cours d'eau de l'Estonie